# George Joseph Kresge

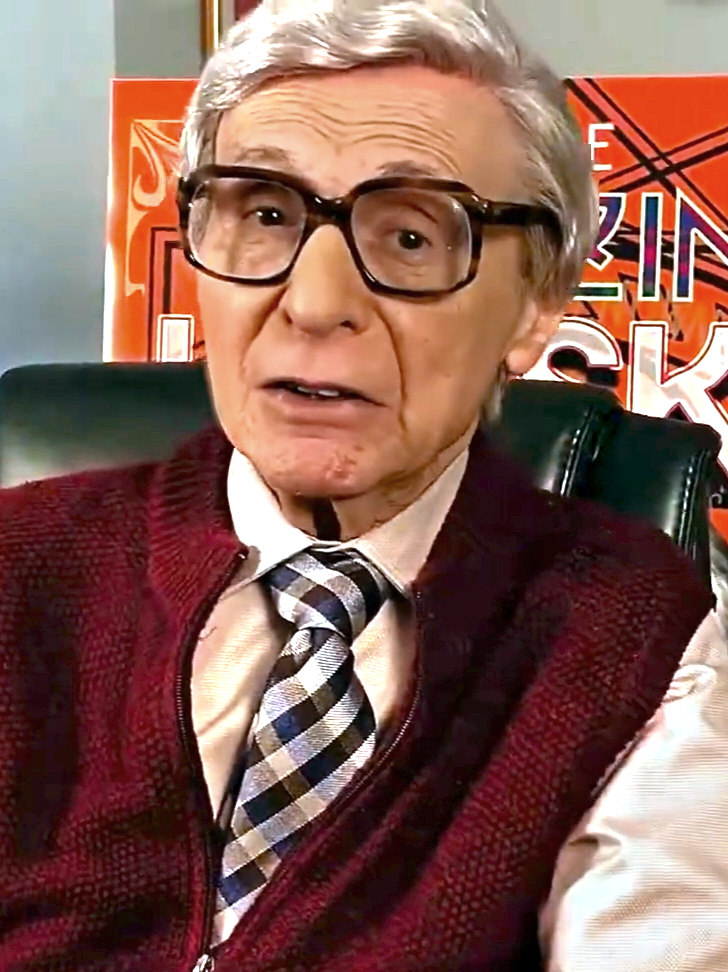
Kresge (Kreskin) im Jahr 2020

George Joseph Kresge (* 12. Januar 1935 in Montclair, New Jersey; † 10. Dezember 2024 in Caldwell, New Jersey), bekannt als Kreskin oder The Amazing Kreskin, war ein US-amerikanischer Mentalist, der in den 1970ern durch das nordamerikanische Fernsehen bekannt wurde.

## Leben
Im Kindesalter beginnend, entwickelte Kreskin laut eigener Aussage die Fähigkeit, Gedanken zu lesen. Als Jugendlicher galt er als jüngster Hypnotiseur Amerikas. Schon im Jahr 1966 gestaltete Kresge ein Brettspiel zum Erlernen von paranormalen Fähigkeiten, das millionenfach verkauft wurde. Kresge hatte mit 34 Jahren seinen ersten Auftritt in einer Talkshow, gefolgt von zwei eigenen Shows. Insgesamt hatte er über 6000 Gastauftritte. In “The Amazing World of Kreskin” und “The New Kreskin Show” begeisterte er mit Gedankenlesen, Kartentricks und außergewöhnlichen Gästen. Kresge war lange Jahre als Liveperformer im Fernsehen und auf der Bühne aktiv. Jährlich war er auf Fox News und CNN zu sehen, um Prognosen für das neue Jahr zu treffen.
Er veröffentlichte über zehn Bücher, in denen er über sich und seine Fähigkeiten berichtete.
Für die Showbizkomödie The Great Buck Howard (deutscher Titel „Der große Buck Howard“) von 2008 nahm der Regisseur und Drehbuchautor Sean McGinley seine eigenen Erfahrungen als Assistent Kreskins als Vorlage.

## Schriften (Auswahl)
- The Amazing World of Kreskin. New York 1971.
- How to be a fake Kreskin. St. Martins Press, New York 1996, ISBN 0-312-95871-4.
- Kreskin's fun. Way to mind expansion; mental techniques you can master. Doubleday, Garden City, N.Y. 1984, ISBN 0-385-18246-5.
- Secrets of the amazing Kreskin. The world's foremost mentalist reveals how you can expand your powers. Prometheus Books, Buffalo, N.Y. 1991, ISBN 0-87975-676-4.

## Einzelnachweis
1. ↑  The Amazing Kreskin, Master of Mind Games, Dies at 89. In: hollywoodreporter.com. 11. Dezember 2024, abgerufen am 11. Dezember 2024 (englisch).

| Personendaten    | Personendaten                             |
| ---------------- | ----------------------------------------- |
| NAME             | Kresge, George Joseph                     |
| ALTERNATIVNAMEN  | Kreskin; The Amazing Kreskin              |
| KURZBESCHREIBUNG | US-amerikanischer Mentalist               |
| GEBURTSDATUM     | 12. Januar 1935                           |
| GEBURTSORT       | Montclair, New Jersey, Vereinigte Staaten |
| STERBEDATUM      | 10. Dezember 2024                         |
| STERBEORT        | Caldwell, New Jersey                      |